# 1,4-Dibrombutan
1,4-Dibrombutan ist eine chemische Verbindung aus der Gruppe der aliphatischen, gesättigten Halogenkohlenwasserstoffe. 1,4-Dibrombutan zeigt ähnliche Reaktionen wie das monobromierte 1-Brombutan, ist im Gegensatz dazu jedoch zweifach funktionalisiert.

## Gewinnung und Darstellung
Eine Möglichkeit der Darstellung von 1,4-Dibrombutan ist die zweifache Bromierung von 1,4-Butandiol.

## Verwendung
Es kann zur Alkylierung, beispielsweise von lithiumorganischen Verbindungen, benutzt oder zur Herstellung von Grignard-Verbindungen verwendet werden.